# Arctic Monkeys
Arctic Monkeys és un grup d'indie rock format a High Green, un barri de Sheffield, Anglaterra, l'any 2002. Els seus membres actuals són Alex Turner (veu, guitarra i teclats), Nick O'Malley (baix i cors), Matt Helders (bateria i cors), Jamie Cook (guitarra, teclats). Andy Nicholson fou el baixista del grup des del seu inici fins a mitjans del 2006, poc després del llençament de l'àlbum debut del grup.
Les arrels de la banda al nord d'Anglaterra sovint es destaquen com un element clau de l'estil del grup, i han sigut etiquetats com els Libertines del nord, mentre que el seu so únic i les seves lletres iròniques —sovint amb crítica social— pròpies de les cançons dels seus primers anys s'han comparat amb les de The Jam, Blur, Pulp i The Streets.
La fama internacional de la banda va arribar amb l'èxit del seu cinquè àlbum AM (2013), que va ser recolzat per l'èxit global "Do I Wanna Know?". Va encapçalar quatre llistes de Billboard i va ser certificat com a disc de platí als Estats Units. Als Brit Awards de 2014, l'àlbum es va convertir en el seu tercer en guanyar l'àlbum britànic de l'any. El seu sisè àlbum, Tranquility Base Hotel & Casino (2018), va ser una important sortida de l'anterior treball de guitarra pesada de la banda, en comptes d'estar orientat al piano. Va rebre una nominació al Millor Àlbum de Música Alternativa als Premis Grammy de 2019, la segona que ho va fer després de Whatever People Say I Am, That's What I'm Not. El seu setè àlbum, The Car, va ser publicat el 2022.
Arctic Monkeys és un dels grups d'indie rock que més han venut de la història, amb més de 20 milions de còpies venudes. Sis dels seus set àlbums han sigut número 1 al Regne Unit, i han guanyat premis com els Brit Awards i els NME Awards. També han rebut sis nominacions als premis Grammy, i dos dels seus àlbums, Whatever People Say I Am, That's What I Am Not i AM, estan inclosos a la llista dels 500 millors àlbums de tots els temps de les revistes NME i Rolling Stone.

## Història

### 2005-2006:Whatever People Say I Am, That's What I'm Not
Arctic Monkeys van publicar seus primers dos senzills, «I Bet You Look Good On the Dancefloor» i «When The Sun Goes Down», que van anar directes a la llista de números 1 de la dècada del 2000 en el Regne Unit, el 2005. L'any següent van formar part de l'àlbum debut de la banda, Whatever People Say I Am, That's What I'm Not, que té el rècord de l'àlbum debut més venut en les seves primeres setmanes al Regne Unit. La banda va guanyar el premi "Best New Act" en els Brit Awards del 2006, i van fer història en els premis de NME de 2006 en convertir-se en la primera banda a guanyar el premi a la "Millor Banda Novella" i "Millor Banda Britànica" el mateix any.

### 2007-2008:Favourite Worst Nightmare
Favourite Worst Nightmare fou el seu segon àlbum d'estudi, que va ser llençat inicialment al Japó el 18 d'abril de 2007 abans de publicar-lo arreu del món, i que va comptar amb quasi el mateix èxit que el primer. El primer senzill d'aquest disc fou «Brianstorm» i únicament es podia aconseguir via descàrrega a Internet. El segon i tercer senzills foren «Fluorescent Adolescent» i «Teddy Picker».

### 2009-2010ːHumbug
El 2009 van llençar Humbug, un projecte més experimental i fosc que explora diferents estils com el desert rock, el rock psicodèlic i el stoner rock; i que mostra una gran evolució des dels seus dos primers àlbums, sent més lent i incorporant nous elements tant musicals com lírics. Degut a això, diversos experts han citat a Humbug com l'àlbum més important en termes d'evolució dins del catàleg de la banda.
De l'àlbum se'n van extreure els senzills «Crying Lighting», «Cornerstone» i «My Propeller».

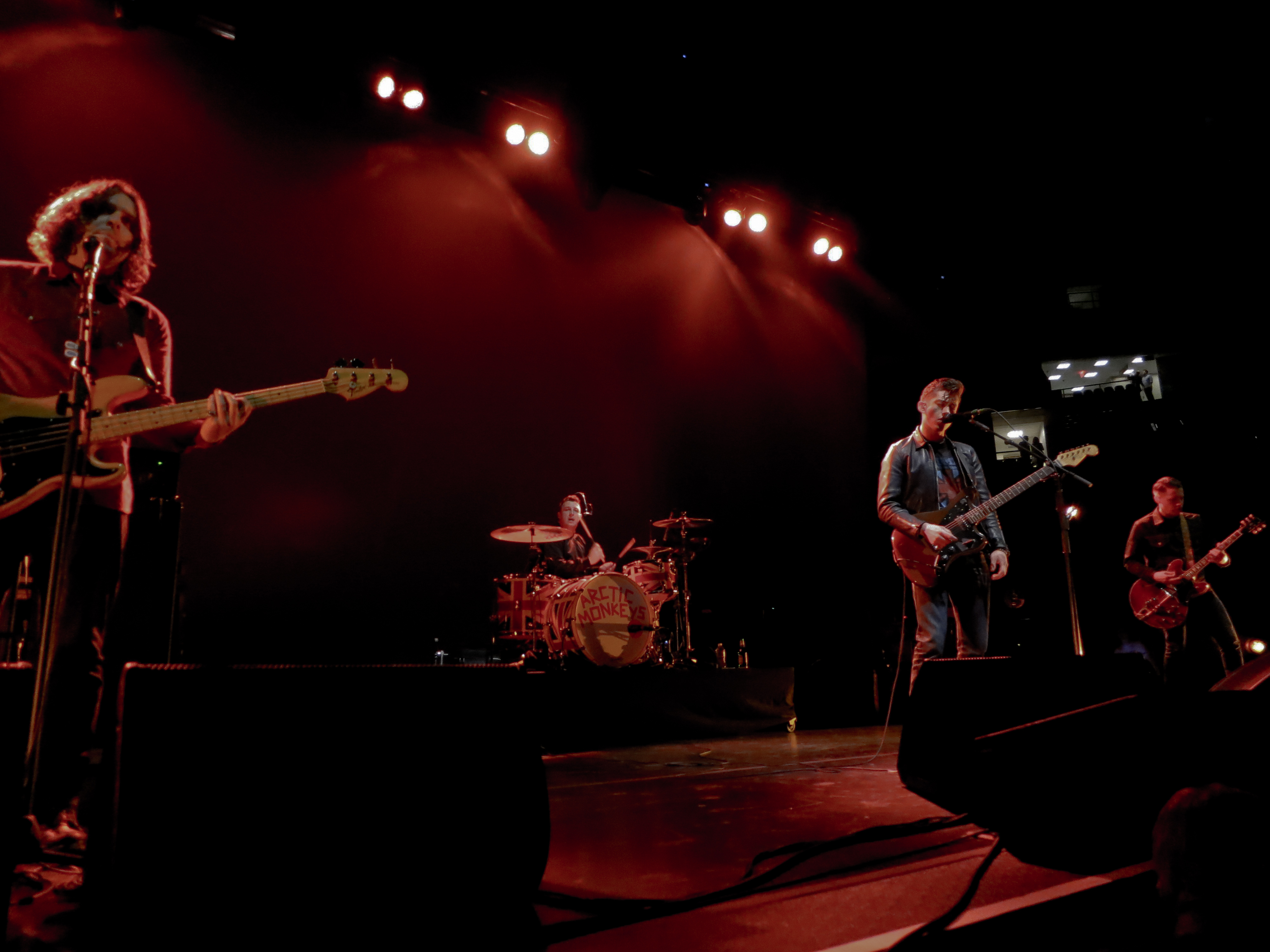
Arctic Monkeys durant la gira de Suck It and See (2012).

### 2011-2012ːSuck It and See
El 2011 el grup va publicar el seu quart àlbum, Suck It and See, que s'enfoca en un estil més pop i també experimenta amb la música psicodèlica.

### 2013-2016:AMi descans
Els Arctic Monkeys van actuar durant la cerimònia d'inici dels Jocs Olímpics d'Estiu de 2012 que van tenir lloc a Londres. A ella van interpretar «I Bet You Look Good On the Dancefloor» i també la famosa cançó «Come Together» dels Beatles.
Obtindrien més fama mundial en llençar el seu cinquè àlbum, AM, el 2013, que es convertiria en el més venut del grup i que contindria algunes de les seves cançons més conegudes, com «Do I Wanna Know?», «R U Mine?» i «Why'd You Only Call Me When You're High?». Va esdevenir el segon àlbum dels Arctic Monkeys que va entrar al Top 10 de la llista Billboard als Estats Units.
Després del llençament de AM, el grup va romandre gairebé cinc anys sense llençar nova música.

### 2017-2019:Tranquility Base Hotel & Casino
El seu següent àlbum, Tranquility Base Hotel & Casino, del 2018, s'enfocava en un estil molt diferent als anteriors, basant-se més en el piano que en la guitarra elèctrica, i fusionant diversos gèneres com el rock psicodèlic i el glam rock i elements d'altres com el jazz. Igualment, en general va ser aclamat pel seu original canvi de so.

### 2020-2023ːThe Car
El 4 de desembre del 2020, van publicar el seu primer àlbum en directe, grabat en un concert del 2018 al Royal Albert Hall de Londres, els beneficis del qual es destinen a l'organització benèfica War Child.

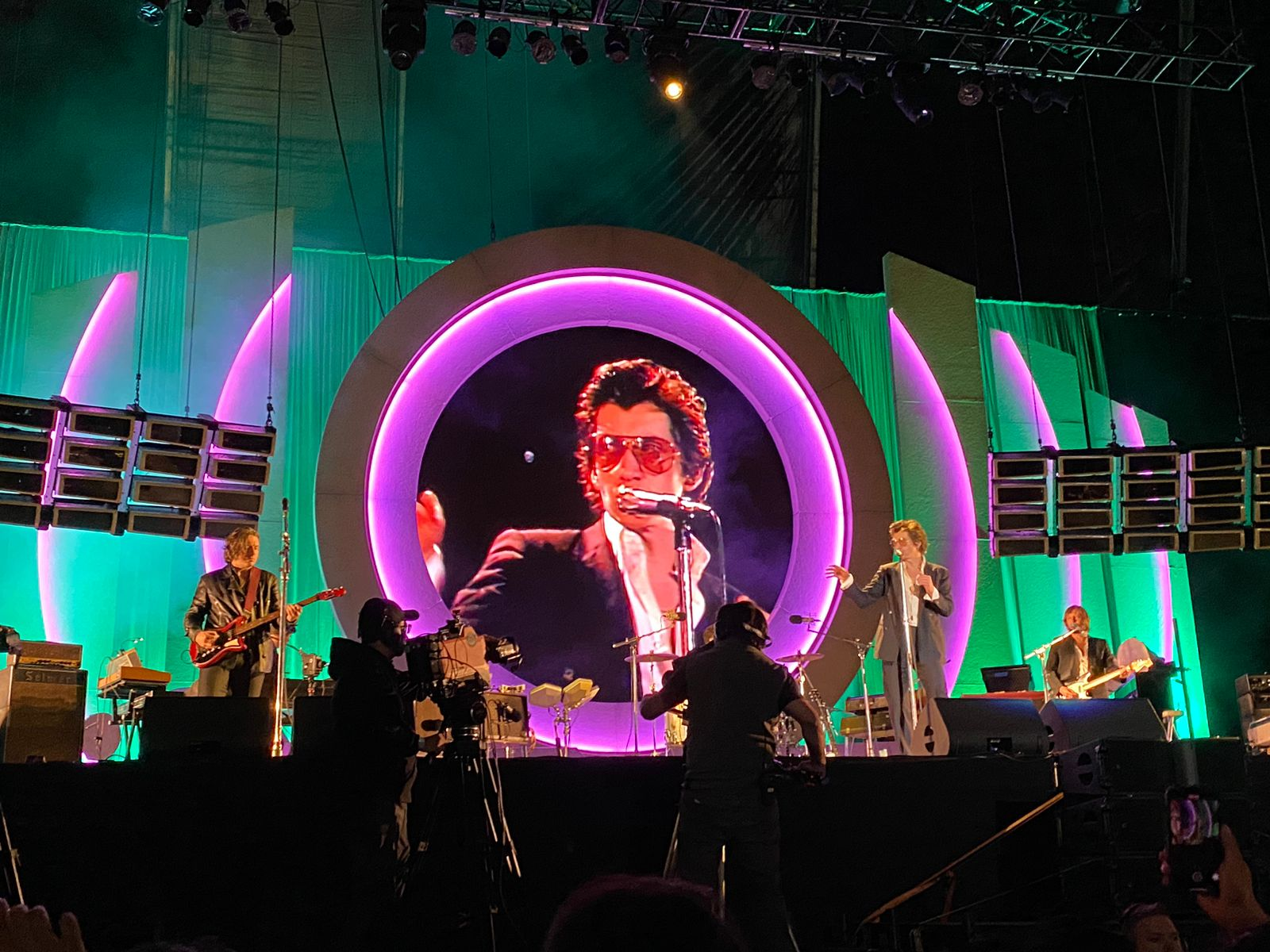
Arctic Monkeys durant la gira de The Car a Ciutat de Mèxic (2023).

Al gener del 2021, el baterista Matt Helders va comentar en un directe d'Instagram que, desde el 2020, el grup estava en procès de grabar un nou àlbum, i que tot i que degut a la pandèmia per coronavirus tenien dificultats, eren a les primeres fases de compondre un disc.
Al juliol del 2021, el centre d'esdeveniments Butley Priory va informar de que el grup havia estat grabant nou material, publicant un dels xefs de l'establiment una foto on es veia a la banda per primera vegada des del 2019.
El novembre del 2021, en una entrevista de la BBC, Helders va confirmar que el nou àlbum estava sent acabat i que era probable que es publiquès a principis del 2022 per després fer una gira d'estiu. El 16 de novembre es van anunciar les primeres dates a Turquia, Bulgària, Croàcia i Txèquia.
El 23 d'agost del 2022, en un concert a Zúric, el grup va debutar una cançó del nou disc, «I Ain't Quite Where I Think I Am». El dia següent van anunciar que el seu setè album, The Car, es publicaria el 21 d'octubre, revelant la seva portada i llista de cançons. El 30 d'agost, el senzill principal de l'àlbum, «There'd Better Be a Mirrorball», va ser publicat, seguit per «Body Paint» el 29 de septembre i «I Ain't Quite Where I Think I Am» el 18 d'octubre. Tots tres cançons compten amb els seus corresponents vídeos musicals. The Car va ser rebut amb aclamació per part de la crítica, que va complimentar les seves lletres, estil nostàlgic i evolució dins la discografia del grup.

## Membres
Creada el 2002, la banda està formada per: 
- Alex Turner - veu, guitarra principal, teclats i piano (2002-present)
- Jamie Cook - guitarra rítmica, cors, teclats i piano (2002-present)
- Matt Helders - bateria, cors i veu (2002-present)
- Nick O'Malley - baix, cors (2006-present)

Antics membres
- Andy Nicholson - baix, cors (2002-2006)

## Discografia

### Àlbums d'estudi
- Whatever People Say I Am, That's What I'm Not (2006)
- Favourite Worst Nightmare (2007)
- Humbug (2009)
- Suck It and See (2011)
- AM (2013)
- Tranquility Base Hotel & Casino (2018)
- The Car (2022)

### Àlbums en directe
- Live at the Royal Albert Hall (2020)